# 10080 Macevans
10080 Macevans este o planetă minoră (asteroid), cu un diametru de 16,728 km, din centura de asteroizi. A fost descoperită pe 18 iulie 1990 la Observatorul Palomar de Eleanor F. Helin. 
Obiectul prezintă o orbită caracterizată de o semiaxă mare de 3,1201692 UAi, o excentricitate de 0,19, o înclinație de 14,33003 ° în raport cu ecliptica.